# Франко Лучентини
Фрàнко Лучентѝни (на италиански: Franco Lucentini) е италиански писател и преводач.
След 1957 г. публикува в съавторство с Карло Фрутеро поредица успешни книги в различни жанрове, най-популярни сред които са техните криминални романи.

## Биография
Роден е на 24 декември 1920 г. в Рим в семейство от средната класа. Полиглот, през 1943 г. завършва философия в Римския университет „Сапиенца“. Като пацифист той скучае по време на военната си служба; след като научава, че времето за сглобяване и разглобяване на Пушка 91 е обект на състезание в цялата армия, в свободните си часове се концентрира върху проблема, успява да разработи напълно различен метод за това за по-кратко време и затова е носен триумфално наоколо от казарма на казарма.
Дебютира като писател през 1951 г. с „Неизвестни спътници“ (Compagni sconosciuti) – част от историческата поредица „Жетоните“ (I gettoni) на изд. „Ейнауди“ с редактор Елио Виторини. През 1964 г. е ред на сборника с разкази „Новини за разкопките“ (Notizie degli scavi), по който през 2011 г. е заснет едноименният филм на режисьора Емидио Греко.
Работи като журналист и живее известно време в Париж. Запознава се с писателя Карло Фрутеро през 50-те години в тамошно бистро чрез общи приятели.  
Установява се в Торино, където работи като преводач за изд. „Ейнауди“. Пет години след първата им среща той отново среща Фрутеро. Двамата започват плодотворно сътрудничество, което продължава повече от четиридесет години. В допълнение към книгите и статиите, написани заедно, Фрутеро и Лучентини ръководят научнофантастичната поредица „Урания“ за изд. „Мондадори“ и редактират няколко сборници с фантастика.
Първата им публикувана книга е стихосбирката „Водопроводчикът няма да дойде“ (L'idraulico non verrà) от 1971 г. Те стават известни на широката публика през 1972 г. с криминалния роман „Неделна жена“ (La donna della domenica), по който е заснет филм на режисьора Луиджи Коменчини с Марчело Мастрояни в главната роля на комисар Сантамария. Сред другите им книги са „В кой момент е нощта“ (A che punto è la notte) от 1979 г., „Палио-то на мъртвите квартали“ (Il Palio delle contrade morte) от 1983 г., „Любовникът без постоянно местожителство“ (L'amante senza fissa dimora) от 1986 г., „Истината за случая D“ (La verità sul caso D) от 1989 г., „Енигма на морско място“ (Enigma in luogo di mare) от 1991 г., „Смъртта на Цицерон“ (La morte di Cicerone) от 1995 г., комедията „Нещото само по себе си“ (La cosa in sé) от 1982 г. и „Преобладаването на идиота“ (La prevalenza del cretino) от 1985 г.
Двамата превеждат романите „Странният случай с доктор Джекил и мистър Хайд“ на Робърт Луис Стивънсън и „Пътешествие до центъра на Земята“ на Жул Верн, и комедията „Малкия град“ на Торнтън Уайлдър. Сред многобройните му самостоятелни преводи са „Мандарините“ на Симон дьо Бовоар, „Ревност“ и „Гумите“ на Ален Роб-Грийе, „Разкази от Одеса“ на Исак Бабел, „Измислици“ и „Наръчник по фантастична зоология“ на Хорхе Луис Борхес, „Митове и предразсъдъци на нашето време“ на Бароуз Дънам, „Американският ренесанс“ на Франсис Ото Матисен, „Юпитер, Марс, Квирин“ на Жорж Дюмезил, „Мистерията на Куарто Амарило“ на Гастон Леру, „Ники – историята на едно куче“ на Тибор Дери.
През 2000 г. получава Награда „Кампиело“ за цялостно творчество.
Болен от рак на белия дроб, на 5 август 2002 г. 81-годишният Франко Лучентини се самоубива, хвърляйки се от стълбището в дома си на пл. „Виторио Венето“ в Торино. Това е жест, който напомня на този на друг торински автор – Примо Леви. Погребан е в Монументалното гробище на Торино.

## Творби

### Самостоятелни
- La porta (1947),1953, 1964 – разказ
- I compagni sconosciuti, 1951; 2006
- Notizie degli scavi, 1964; 1973; 1988 – сборник с разкази
- Notizie dagli scavi, 2001 – разказ
- Dalle due alle tre e mezzo, също като Dalle tre alle tre e mezzo, 2005 – разказ
- Domenica alla frontiera, 2005 – разказ
- Un modo c'è sempre, 2005 – разказ
- Il calabrone che ci vedeva poco, 2010 – разказ за деца

### С Франко Лучентини
- Il libro dei nomi di battesimo, 1969.
- L'idraulico non verrà, 1971; 1993.
- La donna della domenica, 1972; 1994
Неделна жена. Изд. „Колибри“, 2012. ISBN 978-619-150-030-7
- L'Italia sotto il tallone di Frutero & Lucentini, 1974
- Il significato dell'esistenza, 1975; 1994
- I segreti del lavandaio cinese : miniromanzo elettorale, (S.l.), Partito Repubblicano Italiano, 1976
- A che punto è la notte, 1979
- La cosa in sé. Rappresentazione in due atti e una licenza, 1982
- Il Palio delle contrade morte, 1983
- Due città, 1985
- L'amante senza fissa dimora, 1986
- Il colore del destino, 1987
- La verità sul caso D., 1989 (включва Il mistero di Edwin Drood на Чарлз Дикенс и L'inchiesta на Фрутеро и Лучентини)
- Enigma in luogo di mare, 1991
- Breve storia delle vacanze, 1994
- La morte di Cicerone. Racconto sceneggiato, 1995
- Il nuovo libro dei nomi di battesimo. La giusta guida al nome giusto, 1996
- I nottambuli, a cura di Domenico Scarpa, 2002
- I ferri del mestiere. Manuale involontario di scrittura con esercizi svolti, 2003
- Opere di bottega, 2019

#### Сборници със статии
вече публикувани на стр. 3 на в. „Стампа“
- La prevalenza del cretino (1985)
- La manutenzione del sorriso (1988)
- Il ritorno del cretino (1992)
- Il cretino in sintesi (a cura di Domenico Scarpa, 2002)
- Il cretino. Rispettabile se non esauriente trilogia sull'argomento (2012): съдържа предишните две: La prevalenza del cretino (1985), La manutenzione del sorriso (1988) и Il ritorno del cretino (1992)
- Il cretino è per sempre: Viaggio d'autore nell'Italia che non cambia mai, 2018

## Филмография
- Processi a porte aperte (1968), тв сериал, сценарист
- Piccola città (1968),  тв филм
- La pietra di luna (1972), тв минисериал, адаптация
- La donna della domenica (1975), игрален филм по по едноименния му роман
- A che punto è la notte (1994), тв филм по едноименния му роман
- Notizie degli scavi (2010), игрален филм по едноименния му разказ
- La donna della domenica (2011), тв филм по едноименния му роман